# Cymothoe arcuata
Cymothoe arcuata är en fjärilsart som beskrevs av Frans G.Overlaet 1945. Cymothoe arcuata ingår i släktet Cymothoe och familjen praktfjärilar. Inga underarter finns listade i Catalogue of Life.